# Assedio di Dunkerque (1944-1945)
L'assedio di Dunkerque si svolse tra il 15 settembre 1944 e il 9 maggio 1945, durante i più ampi scontri del fronte occidentale della seconda guerra mondiale.
Dopo lo sfondamento del fronte in Normandia, la First Canadian Army del generale Harry Crerar era rapidamente avanzata attraverso la Francia settentrionale per liberare dall'occupazione tedesca i porti francesi affacciati sul canale della Manica. Dunkerque rientrava tra gli obiettivi di Crerar, e venne investita dalle forze della 2nd Canadian Division a partire dal 7 settembre: la guarnigione tedesca, guidata dal viceammiraglio Friedrich Frisius, si rivelò più combattiva del previsto e i comandi degli Alleati decisero infine di limitarsi a bloccare la città e destinare le unità canadesi a obiettivi più importanti.
I canadesi furono ritirati da Dunkerque il 16 settembre 1944, e rimpiazzati da un gruppo composito formato da unità britanniche, francesi e del Governo in esilio della Cecoslovacchia. L'assedio si trascinò stancamente per mesi, con varie azioni su piccola scala ma senza grandi assalti degli Alleati alle difese tedesche. Frisius resistette fino alla conclusione delle ostilità in Europa, capitolando solo il 9 magio 1945 nell'ambito della resa generale delle forze tedesche.

## Antefatti
Alla fine di agosto 1944, la chiusura della sacca di Falaise consentì finalmente al 21st Army Group del feldmaresciallo Bernard Law Montgomery di rompere il sanguinoso stallo della battaglia di Normandia e dare il via a una profonda spinta offensiva nel nord della Francia. Varcata la Senna il 26 agosto, le forze anglo-canadesi di Montgomery avanzarono con enorme rapidità davanti a una resistenza tedesca in disfacimento: sul fianco destro, la Second Army britannica attraversò la Francia nord-orientale ed entrò in Belgio, liberando Bruxelles il 3 settembre e quindi Anversa il giorno successivo. Sul fianco sinistro, nel frattempo, la First Canadian Army del generale Harry Crerar ricevette il compito di liberare dalla presenza tedesca la costa affacciata sul canale della Manica, impossessandosi dei numerosi porti qui collocati: un obiettivo molto importante dal punto di vista logistico, visto che il grande porto di Anversa, pur catturato intatto dai britannici, non era utilizzabile fino a che i tedeschi non fossero stati scacciati dall'estuario della Schelda, che ancora controllavano. Crerar inviò quindi il I Corps britannico ad assaltare il grande porto di Le Havre alla foce della Senna, mentre il II Canadian Corps doveva procedere più a est per occupare tutto il tratto di costa compreso tra Dieppe e Bruges.

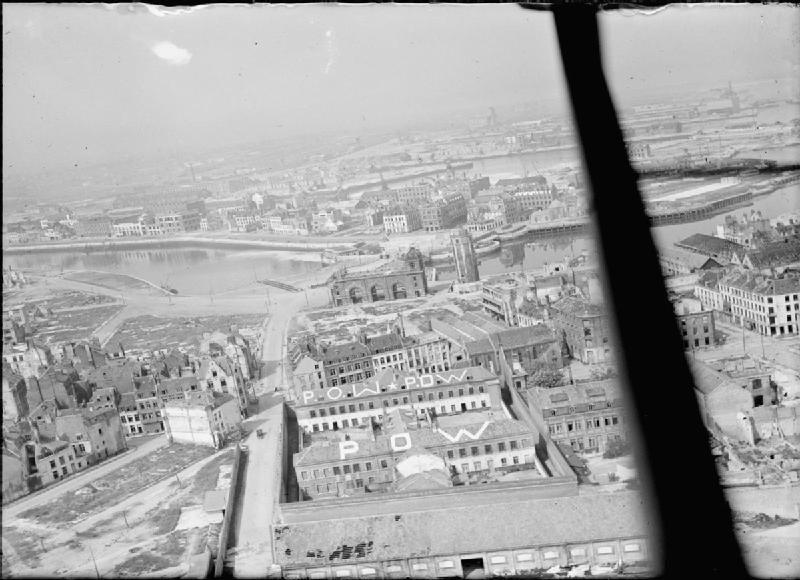
Veduta aerea di Dunkerque nel 1944

Nonostante la grave crisi che affliggeva la Wehrmacht sul fronte occidentale e la precipitosa ritirata dei suoi reparti dalla Francia e dal Belgio alla volta dei confini della stessa Germania, i tedeschi non erano tuttavia disposti a cedere così facilmente delle località strategiche come i porti sulla Manica: il 4 settembre 1944, per ordine diretto di Adolf Hitler, i porti di Le Havre, Boulogne-sur-Mer, Calais e Dunkerque furono indicati come "fortezze" da difendere a ogni costo e fino all'ultimo uomo; benché impegnata in una ritirata precipitosa attraverso il Belgio, la 15. Armee tedesca ricevette il compito di rifornire le guarnigioni dei porti con quante più truppe ed equipaggiamenti possibile.
Le forze di Crerar dovettero quindi rinunciare a prendere rapidamente i porti della Manica e prepararsi piuttosto a un assalto a una serie di postazioni fortificate. Le Havre fu investita a partire dal 5 settembre, venendo sottoposta a pesanti bombardamenti aerei e navali prima di essere assaltata dal I Corps britannico il 10 settembre (operazione Astonia); la guarnigione tedesca, piuttosto demoralizzata, si arrese il 12 settembre, ma non prima di aver messo in atto estese demolizioni delle strutture portuali. Nel frattempo, la 3rd Canadian Division aveva ricevuto istruzione di inviare una delle sue brigate a catturare rapidamente Boulogne  mentre il grosso della divisione si spingeva su Calais e Dunkerque, incoraggiata dal fatto che la ricognizione aerea segnalava un abbandono delle città da parte dei tedeschi. La notte tra il 5 e il 6 settembre, tuttavia, i reparti canadesi scoprirono che le fortificazioni di Boulogne erano saldamente tenute dalla guarnigione tedesca, e i piani dovettero essere rivisti: la 3rd Canadian Division ricevette l'ordine di preparare un assalto in grande stile a Boulogne (operazione Wellhit), per poi procedere a un'azione analoga contro il meno importante porto di Calais (operazione Undergo); la 2nd Canadian Division del generale Charles Foulkes, che il 1º settembre aveva occupato incontrastata il piccolo porto di Dieppe (non ricompreso nella lista delle "fortezze" designate da Hitler e quindi abbandonato dai tedeschi senza combattere), ricevette invece il compito di ripulire dai tedeschi tutta la costa a oriente di Calais, compreso quindi il porto di Dunkerque.

## L'assedio

### Primi assalti

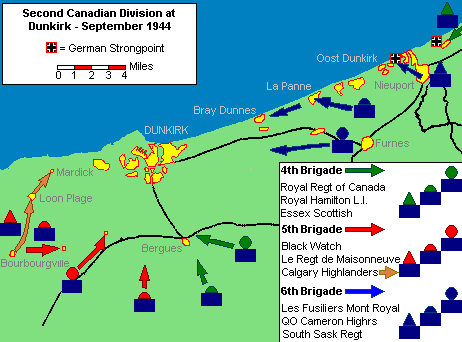
Carta della zona di Dunkerque con indicate le direttrici degli attacchi della 2nd Canadian Division nel settembre 1944

La 2nd Canadian Division si mise in marcia da Dieppe il 6 settembre 1944 con le sue tre brigate di fanteria (4th, 5th e 6th Infantry Brigade), concentrandosi a Saint-Omer prima di dirigere verso le zone costiere. L'area attorno a Dunkerque era difesa da circa 12000 soldati tedeschi, truppe di guarnigione dell'esercito ma anche personale vario delle forze navali e aeree, oltre a parte della 226. Infanterie-Division espressamente inviata dalla 15. Armee a presidiare la città. La zona era costellata da estese fortificazioni, parte della più ampia rete del "Vallo Atlantico", le quali comprendevano circa 170 pezzi d'artiglieria; l'area cittadina era attraversata da canali facilmente difendibili, e i tedeschi avevano provveduto ad allagare vaste zone della campagna circostante per renderle intransitabili. Inizialmente i servizi informativi degli Alleati identificarono come comandante della guarnigione il generale Wolfgang von Kluge, già comandante della 226. Division; in realtà von Kluge fu evacuato dalla città poco dopo l'inizio dell'assedio e la piazzaforte passò agli ordini di un ufficiale di marina, il viceammiraglio Friedrich Frisius, già comandante delle forze navali tedesche nel Passo di Calais.
I tedeschi avevano allestito un ampio perimetro difensivo intorno a Dunkerque, esteso tra i villaggi di Mardyck, Loon-Plage, Spycker, Bergues e Bray-Dunes, che la 2nd Canadian Division iniziò a saggiare a partire dal 7 settembre con la sua 5th Infantry Brigade: dopo aver preso Bourbourg, a sud-ovest di Dunkerque, la fanteria dei Calgary Highlanders mosse su Loon-Plage dove tuttavia si imbatté in una dura resistenza tedesca; facendo largo uso di artiglieria e mortai, i Calgary Highlanders presero infine il villaggio il 9 settembre, ma accusarono gravi perdite nello scontro. Contemporaneamente, i fanti della Black Watch avevano preso il vicino villaggio di Coppenaxfort, ma per il resto l'avanzata della 5th Brigade venne bloccata dal forte fuoco di artiglieria che proveniva dalle fortificazioni di Dunkerque. Più a est della città, la 6th Brigade superò il confine tra Francia e Belgio e, con l'aiuto dei partigiani della Resistenza belga, liberò rapidamente Nieuwpoort e De Panne. Muovendo lungo la costa, il 12 settembre la brigata tentò un assalto alle difese tedesche di Bray-Dunes ma rimase per giorni invischiata in duri combattimenti: grazie al supporto dei cacciabombardieri, i Queen's Own Cameron Highlanders of Canada presero infine il villaggio il 15 settembre. Inizialmente lasciata in riserva, la 4th Brigade fu portata avanti il 9 settembre: sopravanzando il fianco settentrionale della 6th Brigade, l'unità avanzò nelle zone costiere del Belgio liberando Ostenda e quindi, il 12 settembre, Bruges, da cui i tedeschi si erano ritirati senza opporre resistenza. La brigata fu poi spostata a sud per attaccare Bergues, posizione chiave sul perimetro di Dunkerque, ma un primo assalto sferrato il 15 settembre dal Royal Hamilton Light Infantry venne respinto dai difensori; i tedeschi tuttavia si ritirarono quella notte e le unità da ricognizione canadesi entrarono a Bergues la mattina del 16 settembre.
L'ultima azione della 2nd Canadian Division contro il perimetro d Dunkerque si ebbe il 17 settembre, quando la 5th Brigade prese il villaggio di Mardyck. Per quella data, tuttavia, le priorità della First Canadian Army stavano cambiando: già il 14 settembre Montgomery aveva scritto a Crerar ordinandogli di rimandare la conquista di Dunkerque a un secondo momento, e di impiegare le forze della First Canadian Army, piuttosto, per liberare dall'occupazione tedesca l'estuario della Schelda e aprire così alle navi alleate l'accesso al porto di Anversa. Il 15 settembre Crerar ordinò al II Canadian Corps di non procedere ad assalti diretti contro Dunkerque, ma di limitarsi a bloccare al suo interno le truppe tedesche; la guarnigione doveva essere indotta alla resa tramite frequenti bombardamenti terrestri e aerei oltre che tramite operazioni di propaganda.

### Il blocco della città

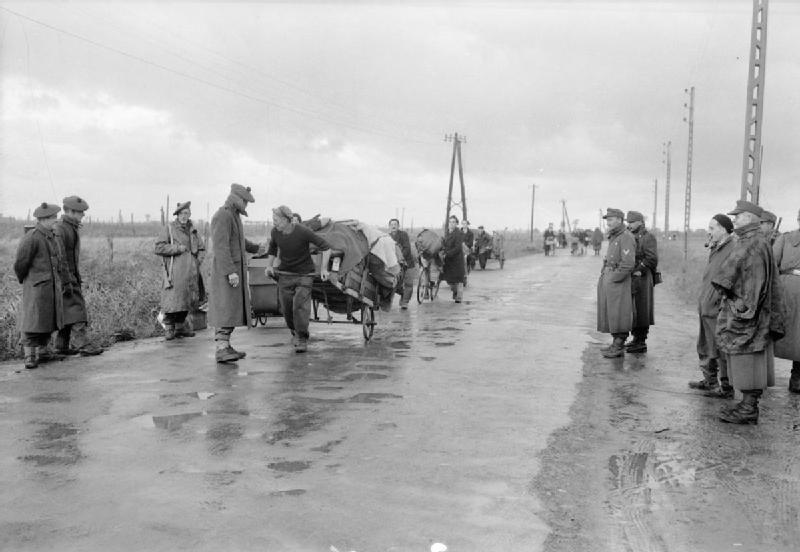
Soldati britannici (sulla sinistra) e tedeschi (sulla destra) si fronteggiano durante la tregua dell'ottobre 1944 per l'evacuazione dei civili da Dunkerque

Con la 2nd Canadian Division riassegnata alle previste operazioni nella zona della Schelda, il 16 settembre 1944 la 4th Special Service Brigade (un'unità di British Commandos) iniziò a essere trasferita nell'area di Dunkerque per sostituire i canadesi nel blocco della città; con i Commandos arrivò anche una brigata di artiglieria antiaerea pesante della Royal Artillery (107th Heavy Anti-Aircraft Brigade). Prima di lasciare ai britannici la conduzione delle operazioni, il 16 settembre il generale Foulkes trasmise una formale richiesta di resa alla guarnigione tedesca, richiesta respinta da Frisius il 18 settembre. Il passaggio di consegne tra britannici e canadesi venne completato quello stesso giorno; il 20 settembre una breve tregua negoziata dalla Croce Rosa consentì l'evacuazione di 6000 civili francesi dalla città assediata.
Al fine di non far percepire alla guarnigione di Dunkerque alcun allentamento delle operazioni d'assedio, i Commandos della 4th Special Service Brigade si impegnarono fin dai primi giorni in una serie di aggressivi pattugliamenti del perimetro, incursioni contro gli avamposti tedeschi e frequenti bombardamenti ravvicinati con morati e lanciabombe PIAT impiegati come artiglieria. L'impiego di un'unità d'élite come la 4th Special Service Brigade per un mero ruolo d'assedio era tuttavia solo temporaneo, e tra il 26 e il 27 settembre i Commandos vennero sostituiti da una brigata di fanteria britannica, la 154th Infantry Brigade distaccata dalla 51st (Highland) Infantry Division. Il 30 settembre arrivò anche un reggimento di artiglieria antiaerea pesante canadese, reduce dal completamento delle operazioni nella zona di Calais: insieme alle analoghe unità della Royal Artillery, il reggimento venne impiegato in frequenti bombardamenti delle postazioni tedesche, oltre che schierato per impedire l'arrivo in città di rifornimenti dal mare o dall'aria.
I bombardamenti furono sospesi il 3 ottobre 1944, quando britannici e tedeschi concordarono un periodo di tregua esteso fino al 5 ottobre seguente; come concordato dai belligeranti, nel corso della tregua la restante parte della popolazione civile di Dunkerque, unitamente al personale sanitario dell'ospedale cittadino, a soldati alleati detenuti in un campo di prigionia all'interno della città e ad alcuni dei feriti tedeschi, venne evacuato dal centro abitato e consegnato agli Alleati. Circa 17500 civili francesi vennero evacuati senza incidenti: 8000 di essi furono trasportati a Lilla, gli altri vennero dispersi in località più piccole della zona. Tra il 6 e il 9 ottobre 1944 lo schieramento degli assedianti subì un nuovo avvicendamento. La 154th Infatry Brigade venne ritirata e sostituita dalla 1ª Brigata corazzata cecoslovacca, un'unità formata in Gran Bretagna dal Governo in esilio della Cecoslovacchia con esuli fuggiti dall'occupazione tedesca; in rinforzo ai cecoslovacchi venne inoltre inviato un reggimento corazzato britannico (il 7th Royal Tank Regiment) e due battaglioni di fanteria francesi, formati da ex partigiani della Resistenza francese frettolosamente riaddestrati e riequipaggiati come reparti regolari dai britannici. Il comandante della brigata cecoslovacca, il generale Alois Liška, assunse la direzione delle operazioni.

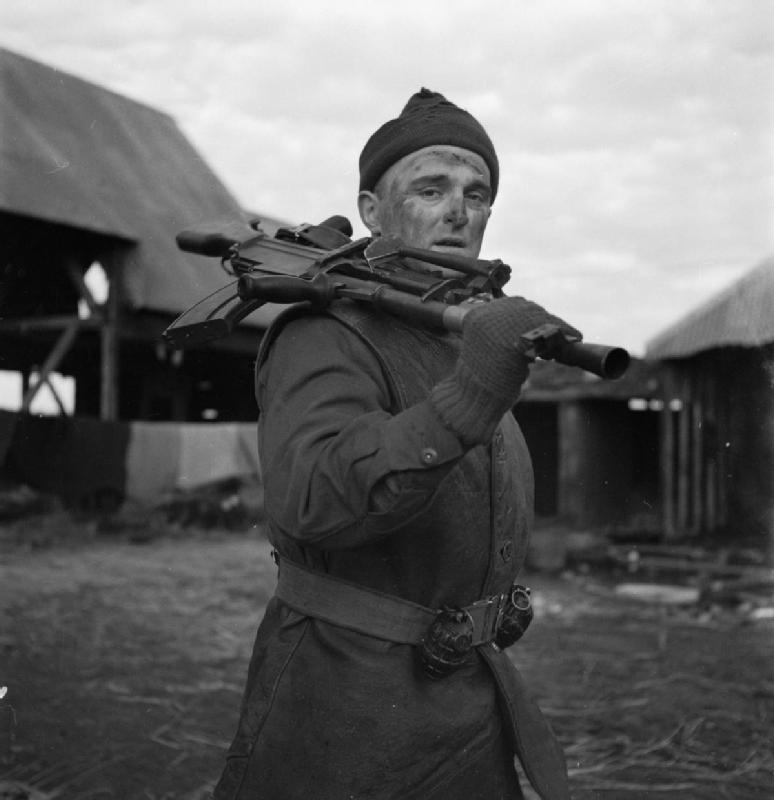
Un soldato britannico al rientro da un pattugliamento lungo il perimetro di Dunkerque nel marzo 1945

Anche dopo l'avvicendamento le istruzioni per gli assedianti non cambiarono: contenere la guarnigione tedesca, fiaccarne il morale con frequenti bombardamenti e pattugliamenti, e indurla alla resa conducendo operazioni di guerra psicologica. I tedeschi non erano tuttavia del tutto passivi: sfruttando il periodo di avvicendamento, il 9 ottobre un contingente di 40-60 tedeschi lanciò un'incursione fuori dal perimetro cittadino, attaccando alcuni avamposti nella zona di Loon-Plage e catturando o distruggendo tre carri armati britannici; un contrattacco sferrato il 10 ottobre dal 7th Royal Tank Regiment e alcune unità francesi ristabilì rapidamente la situazione. Nella notte tra il 19 e il 20 ottobre i tedeschi colpirono ancora, questa volta con una forza d'assalto di circa 300 uomini diretta contro gli avamposti alleati tre chilometri a est di Loon-Plage: alcune postazioni furono sopraffatte con la cattura di diversi prigionieri. Gli Alleati reagirono il 24 ottobre sferrando un'incursione sul villaggio di Grande-Synthe con unità francesi supportate dai carri del 7th Royal Tank Regiment: non avvennero scontri con il nemico, ma prima di ritirarsi gli Alleati distrussero vari edifici che i tedeschi potevano impiegare come avamposti.
Il 28 ottobre 1944, Giorno dell'indipedenza in Cecoslovacchia, il generale Liška organizzò un'incursione su più ampia scala: mentre un battaglione di fanteria motorizzata cecoslovacca conduceva un'azione diversiva in un'altra sezione del fronte, uno dei battaglioni corazzati della brigata cecoslovacca, massicciamente supportato dall'artiglieria, colpì le posizioni nemiche lungo il perimetro orientale di Dunkerque, catturando 300 tedeschi prima di rientrar nelle proprie linee. Altre incursioni furono compiute dal 7th Royal Tank Regiment il 3 novembre e poi, in maniera più massiccia, da un battaglione corazzato cecoslovacco il 5 novembre: in quest'ultima azione gli Alleati catturarono 160 soldati tedeschi, subendo però 60 perdite tra morti e feriti; le operazioni rallentarono poi durante il periodo invernale, riducendosi principalmente a piccole incursioni reciproche soprattutto di notte. Il 27 novembre la First Canadian Army di Crerar, ormai spintasi in profondità in territorio olandese, su sollevata dalla responsabilità di dirigere l'assedio, e le forze assedianti passarono sotto il diretto controllo del 21st Army Group di Montgomery.

### La fine

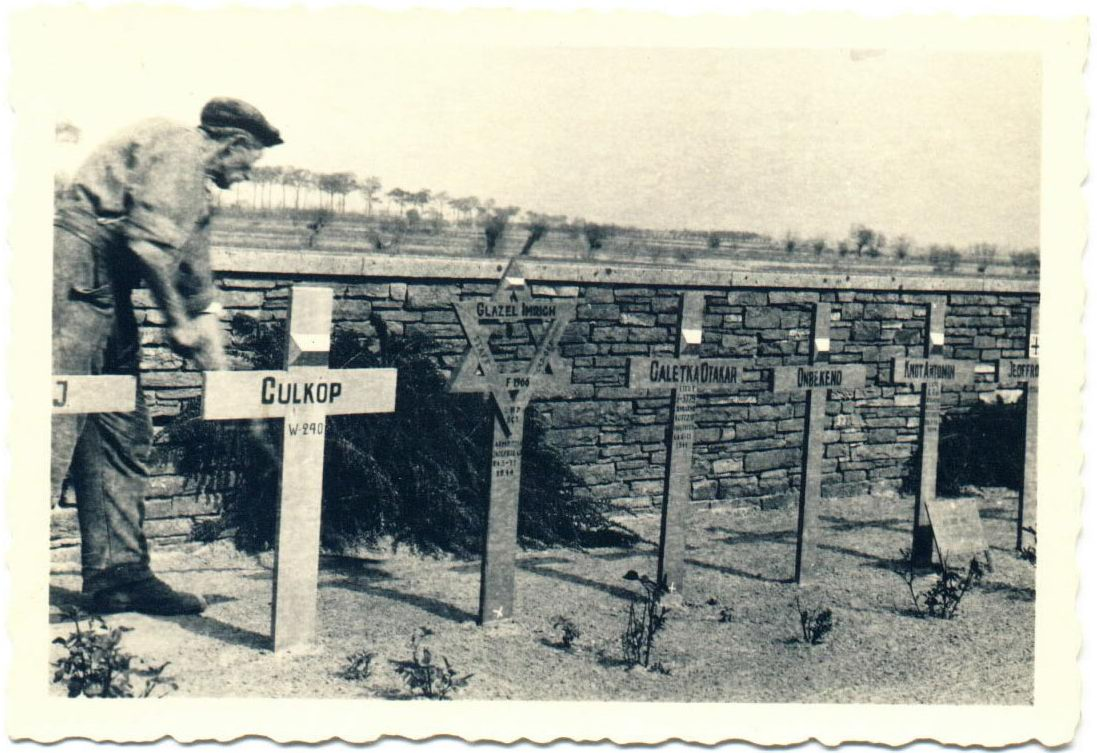
Un piccolo cimitero allestito a Dunkerque per i caduti riportati dalla brigata cecoslovacca nell'assedio

Anche dopo l'arrivo del 1945 la situazione a Dunkerque non cambiò. La Kriegsmarine tedesca riuscì varie volte, seppur al prezzo di diverse perdite, a recapitare rifornimenti alla guarnigione impiegando i suoi minisommergibili tipo Seehund, ma la carenza di cibo divenne un problema a Dunkerque e contribuì ad abbattere il morale della guarnigione: su circa 12000 uomini il viceammiraglio Frisius ritenne che circa 8000 fossero pronti al combattimento, mentre 3000 non erano impiegabili per motivi medici e altri 1000, in maggioranza soldati di origine polacca o austriaca, non erano considerabili come affidabili ed erano stati quindi privati delle armi. La determinazione di Frisius non era tuttavia stata scossa, e il 5 aprile 1945 il viceammiraglio organizzò un'improvvisa incursione in forze fuori dal perimetro di Dunkerque (operazione Blücher): l'azione colse completamente di sorpresa gli Alleati, costretti a retrocedere di diversi chilometri dalle loro posizioni e a far saltare vari ponti per impedire ulteriori avanzate tedesche; contrattacchi delle unità cecoslovacche nei giorni seguenti non riuscirono a riguadagnare tutto il territorio perduto.
Gli scontri di aprile 1945 furono l'ultima fiammata dell'assedio. La sera del 4 maggio il 21st Army Group trasmise alle unità sottoposte l'ordine di cessare ogni operazione offensiva: quello stesso giorno era stata siglata al quartier generale di Montgomery la convenzione di Luneburgo, che sanciva la resa alle forze alleate di tutti i reparti tedeschi ancora schierati nella Germania settentrionale, in Danimarca e nei Paesi Bassi; un completo cessate il fuoco entrò in vigore alle 08:00 del 5 maggio. Furono avviati contatti con la guarnigione tedesca di Dunkerque, e il 7 maggio il viceammiraglio Frisius siglò la resa della città davanti al generale Liška. La guarnigione tedesca si consegnò quindi agli Alleati alle 09:20 dell'8 maggio, ponendo fine all'assedio: 354 ufficiali e 10884 sottufficiali e soldati tedeschi si consegnarono prigionieri, unitamente a 542 feriti e 141 ammalati ospitati nell'ospedale cittadino; circa 1000 tedeschi erano rimasti uccisi durante l'assedio e altri 890 erano stati presi prigionieri tra l'ottobre 1944 e l'aprile 1945. La brigata cecoslovacca aveva riportato 167 morti, 461 feriti e 40 dispersi durante l'assedio.